# Flight of the Himalayan Eagle Music Roller Coaster
Flight of the Himalayan Eagle Music Roller Coaster, chinesisch: 喜马拉雅雄鹰音乐过山车, im Happy Valley (Peking, China) ist eine Stahlachterbahn vom Modell Hyper Coaster des Herstellers Bolliger & Mabillard (kurz: B&M), die am 31. Mai 2019 eröffnet wurde.
Die 1196 m lange Strecke – zurzeit (Stand März 2025) die kürzeste unter allen B&M-Hyper-Coasters – erreicht eine Höhe von 48 m und verfügt sowohl über einen Splashdown, als auch über eine 450°-Helix. Auch wenn der Name des Modells darauf hindeutet, zählt die Bahn auf Grund ihrer Höhe von 48 m nicht zur Kategorie der Hyper Coaster, für die eine Bahn mindestens 61 m hoch sein muss.

## Züge
Flight of the Himalayan Eagle Music Roller Coaster besitzt zwei Züge mit jeweils neun Wagen. In jedem Wagen können vier Personen (eine Reihe) Platz nehmen. Die Züge sind außerdem mit einem Onboard-Soundsystem ausgestattet.